# Fontevivo
Fontevivo est une commune italienne de la province de Parme dans la région Émilie-Romagne en Italie.

## Géographie

### Hameaux
Les frazioni du Fontevivo sont : Bellena, Bianconese, Case Cantarana, Case Gaiffa, Case Massi, Fienilnuovo, Fondo Fontana, Fontane, Molinetto, Ponte Recchio, Ponte Taro, Recchio di Sotto, Romitaggio, Stazione Castelguelfo, Tarona et Torchio.

### Communes limitrophes
Le communes attenantes sont Fontanellato, Noceto et Parme.

## Administration
| Période                                  | Période | Identité | Étiquette | Qualité |
| ---------------------------------------- | ------- | -------- | --------- | ------- |
|                                          |         |          |           |         |
| Les données manquantes sont à compléter. |         |          |           |         |

## Culture et patrimoine
Deux retables du peintre baroque Bartolomeo Schedoni sont conservés dans l'église du couvents des Capucins.

## Personnalités liées à la commune
Le duc Ferdinand Ier de Parme meurt dans la commune en 1802 peut-être empoisonné par un agent français.